# Biskupi i arcybiskupi Rouen
Arcybiskup Rouen jest prymasem Normandii i jednym z 15 francuskich arcybiskupów. Według legendy biskupstwo w Rouen powstało w III w. W połowie VIII w. przekształciło się w arcybiskupstwo.

## Biskupi Rouen
- ok. 250: Nicaisius
- 260 – 311: Mellonius
- 311 – 325: Avitianus
- 325 – 341: Severus
- 341 – 366: Eusebius
- 366 – 385: Marcellinus
- 385 – 393: Piotr I
- 393 – 417: św. Wiktryk
- 417 – 426: Innocenty
- 426 – 442: Sylwester
- 442 – 451: Malsonus
- 451 – 462: Germanus
- 462 – 488: Crescent
- 488 – 525: Godardus
- 533[1] – 542[1] : Fileul[1]
- 542 – 550: Evodus
- 550 – 589: Prætextatus
- 589 – 602: Melancus
- 602 – 631: Hidulphus
- 631 – 640: Romanus
- 641 – 689: Audoen
- 689 – 693: Ansbert
- 695 – 719: Grippo
- 719 – 722: Roland
- 722 – 730: Hugo z Szampanii
- 740 – 744: Robert I

## Arcybiskupi Rouen
- 744–748: Grimo
- 748–753: Ragenfred
- 753–762: Remigiusz
- 762–769: Hugo II
- 769–800: Majnard
- 800–828: Gilbert
- 828–836: Ragnoard
- 836–849: Gombaud
- 849–855: Paweł
- 855–869: Ganelon
- 869–872: Adalard
- 872–876: Riculf
- 876–889: Jan I
- 889–910: Witton
- 911–919: Franco
- 919–942: Gonthard
- 942–989: Hugo III
- 990–1037: Robert II
- 1037–1054: Mauger
- 1055–1067: Maurille
- 1067–1078: Jan II
- 1078–1110: Wilhelm I Bonne-Âme
- 1111–1128: Godfryd Bretoński
- 1129–1164: Hugo IV
- 1165–1184: Rotrou
- 1184–1208: Walter de Coutances
- 1208–1222: Robert III Poulain
- 1222–1229: Thibaud d’Amiens
- 1231–1237: Maurycy
- 1237–1245: Piotr II de Colmieu
- 1245–1247: Eudes I Clement
- 1248–1275: Eudes II Rigaud, franciszkanin
- 1276–1306: Wilhelm II de Flavacourt
- 1306–1311: Bernard de Fargis
- 1311–1319: Gilles Asselin de Montaigu
- 1319–1331: Wilhelm III de Durfort
- 1331–1338: Piotr III Roger de Beaufort
- 1338–1342: Aimery Guenaud
- 1342–1347: Mikołaj I Roger
- 1347–1351: Jan III de Marigny
- 1351–1356: Piotr IV de la Forêt
- 1356–1369: Wilhelm IV de Flavacourt
- 1369–1375: Filip d'Alençon
- 1375–1375: Piotr V de la Montre
- 1375–1388: Wilhelm V de Lestranges
- 1389–1406: Wilhelm VI de Vienne
- 1406–1422: Ludwik I d’Harcourt
- 1422–1431: Jean de la Rochetaillée
- 1431–1436: Hugo V des Orges
- 1436–1443: Ludwik II Luksemburski
- 1443–1452: Raoul Roussel
- 1453–1482: Guillaume d’Estouteville
- 1482–1494: Robert IV de Croixmare
- 1494–1510: Georges d’Amboise
- 1510–1550: Georges d’Amboise
- 1550–1590: Karol de Bourbon
- 1590–1594: Karol II de Bourbon
- 1594–1604: Karol III de Bourbon
- 1604–1614: Franciszek I de Joyeuse
- 1614–1651: Franciszek II de Harlay
- 1651–1672: Franciszek III de Harlay de Champvallon
- 1672–1691: Franciszek IV Rouxel de Médavy de Grancey
- 1691–1707: Jacques-Nicolas Colbert
- 1708–1719: Claude-Maur d’Aubigné
- 1719–1720: Armand Bazin de Besons
- 1724–1733: Louis de La Vergne de Tressan
- 1734–1759: Mikołaj II de Saulx-Tavannes
- 1759–1790: Dominique de La Rochefoucauld
- 1802–1818: Etienne-Hubert Cambracérès
- 1819–1823: François de Pierre de Bernis
- 1823–1844: Gustave-Maximilien-Juste de Croÿ-Solre
- 1844–1858: Louis Blanquart de Bailleul
- 1858–1883: Henri-Marie-Gaston Boisnormand de Bonnechose
- 1883–1894: Léon Thomas
- 1894–1899: Guillaume Sourrieu
- 1899–1916: Frédéric Fuzet
- 1916–1920: Louis-Ernest Dubois
- 1920–1936: André du Bois de La Villerabel
- 1936–1948: Pierre-André-Charles Petit de Julleville
- 1948–1968: Joseph-Marie-Eugène Martin
- 1968–1981: André Pailler
- 1981–2004: Joseph Duval
- 2004–2015: Jean-Charles Descubes
- od 2015: Dominique Lebrun